# AIZU山特快
AIZU山特快（日语： Aidzumauntoekusupuresu */?）是由東武鐵道、野岩鐵道、會津鐵道和東日本旅客鐵道（JR東日本）營運，行走於鬼怒川溫泉站至會津若松站的快速列車。而「AIZU山特快」也是AT-700形、AT-750形柴油列車的愛稱。
此條目同時記述「AIZU山特快」前身AIZU尾瀨特快。

## 概要
「AIZU山特快」與「AIZU尾瀨特快」這兩個名稱原本是用於後述車輛的愛稱中。曾經列車班次名稱會使用使用車輛的愛稱，因此使用AT-600形、AT-650形的列車班次名為「AIZU尾瀨特快」。後來統一了列車班次名稱，兩款車輛行走的班次均名為「AIZU山特快」。

## 運行概況
截至2022年3月時間表修正。每日設有1個往返班次行走於會津若松至鬼怒川溫泉之間。曾經設有直通班次前往東武日光站，但是於2022年3月時間表修正中廢除。
另外主要在星期六及假日期間會開設臨時列車班次，從原本前往會津若松延長至磐越西線的喜多方站。
所有車廂都是普通車廂自由席。列車在鬼怒川溫泉站可轉乘東武鐵道的特急「鬼怒」或「Revaty鬼怒」。
在2015年3月時間表修正起，列車班次附上了班次編號。與東武鐵道的特急列車同樣，下行班次（會津若松方向）之編號為單數，上行班次（鬼怒川溫泉方向）之編號為雙數。

### 停車站
雖然此列車名義上是快速列車。但是在現行時間表中沒有太多通過車站。1號班次只通過男鹿高原站，2號只通過中荒井站、會津荒海站、會津山村道場站、七岳登山口站和男鹿高原站。
另外，1號班次當延長至喜多方站時，在延長區間（會津若松至喜多方）中只停靠鹽川站一站。

## 使用車輛

### 現時使用車輛
- AT-700形、AT-750形柴油列車（日语：会津鉄道AT-700形気動車）[4]（2006年3月18日[5] - ）
- AT-600形、AT-650形柴油列車（日语：会津鉄道AT-600形気動車）[6]（2010年5月30日[7] - ）

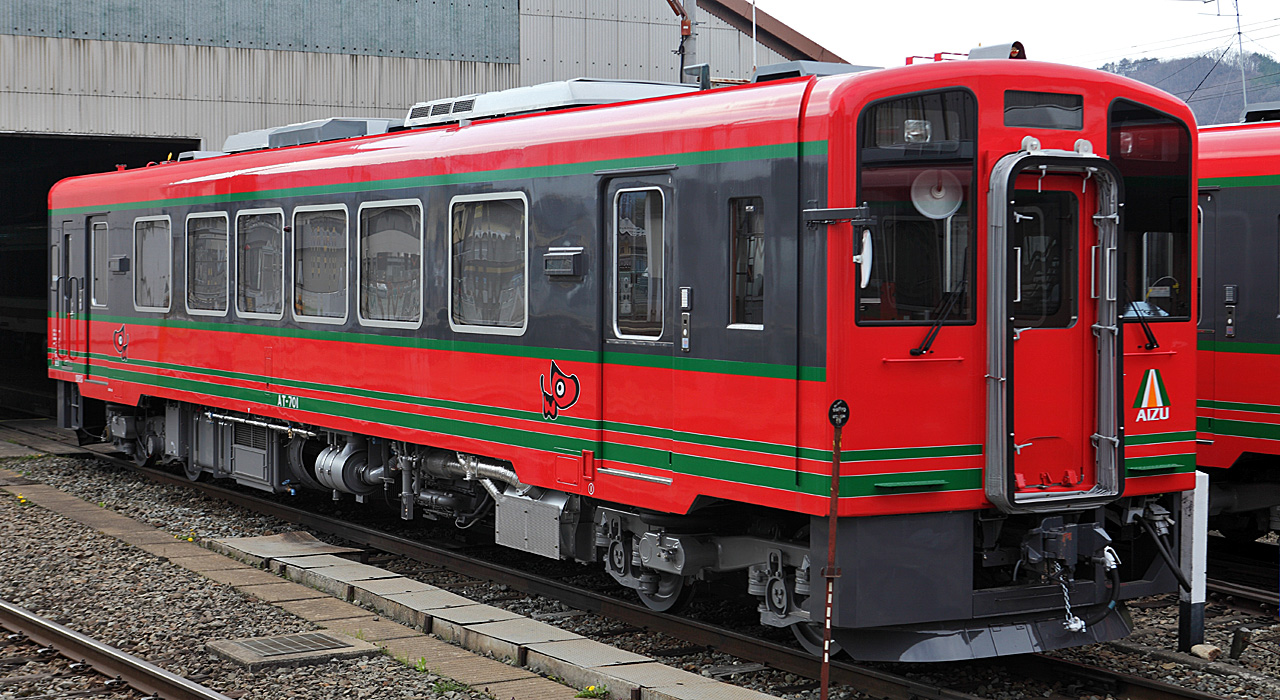
AT-700形
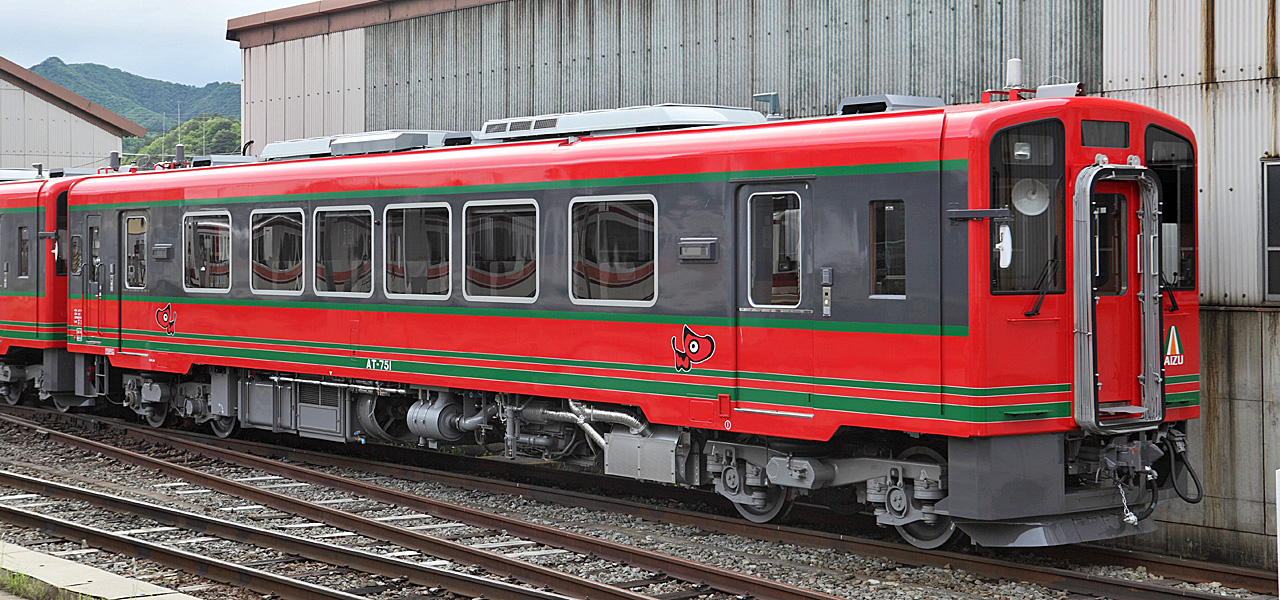
AT-750形
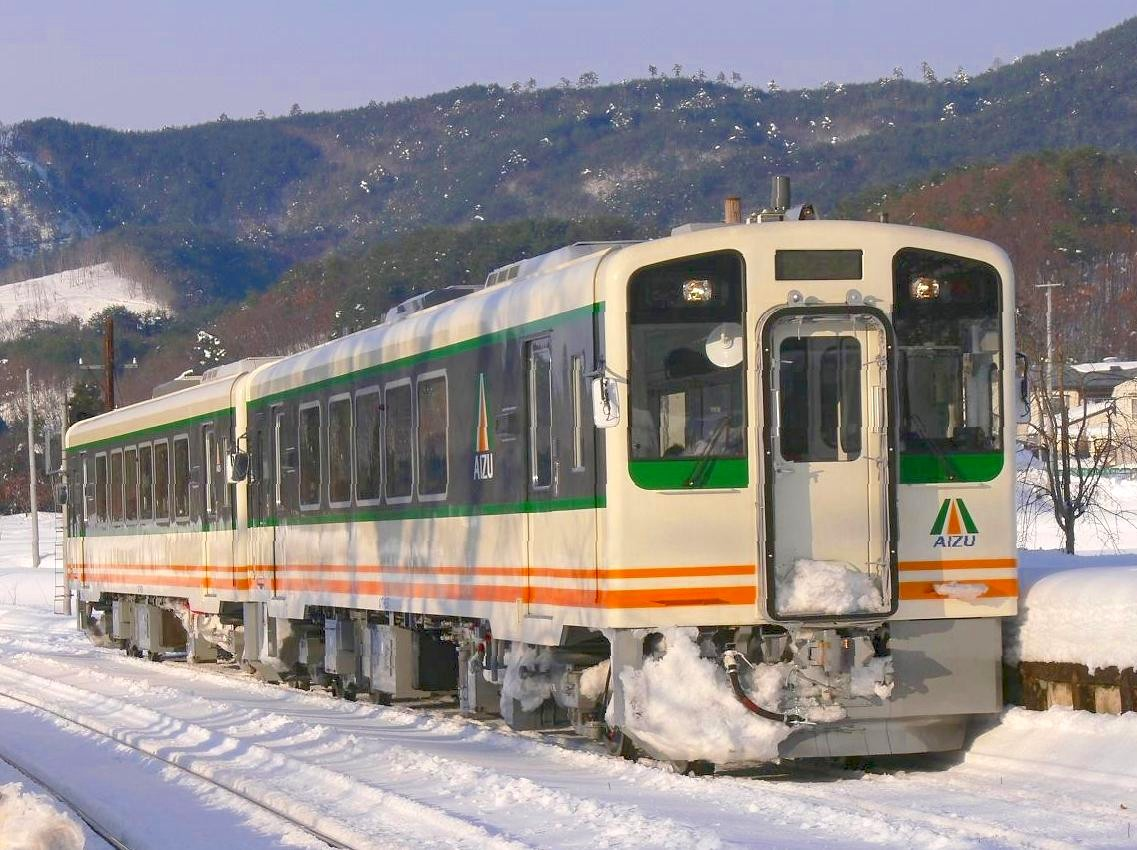
AT-650形・AT-600形

### 過去使用車輛
- KiHa8500系（日语：名鉄キハ8500系気動車#会津鉄道時代） （2002年3月23日 - 2010年5月30日[7]）

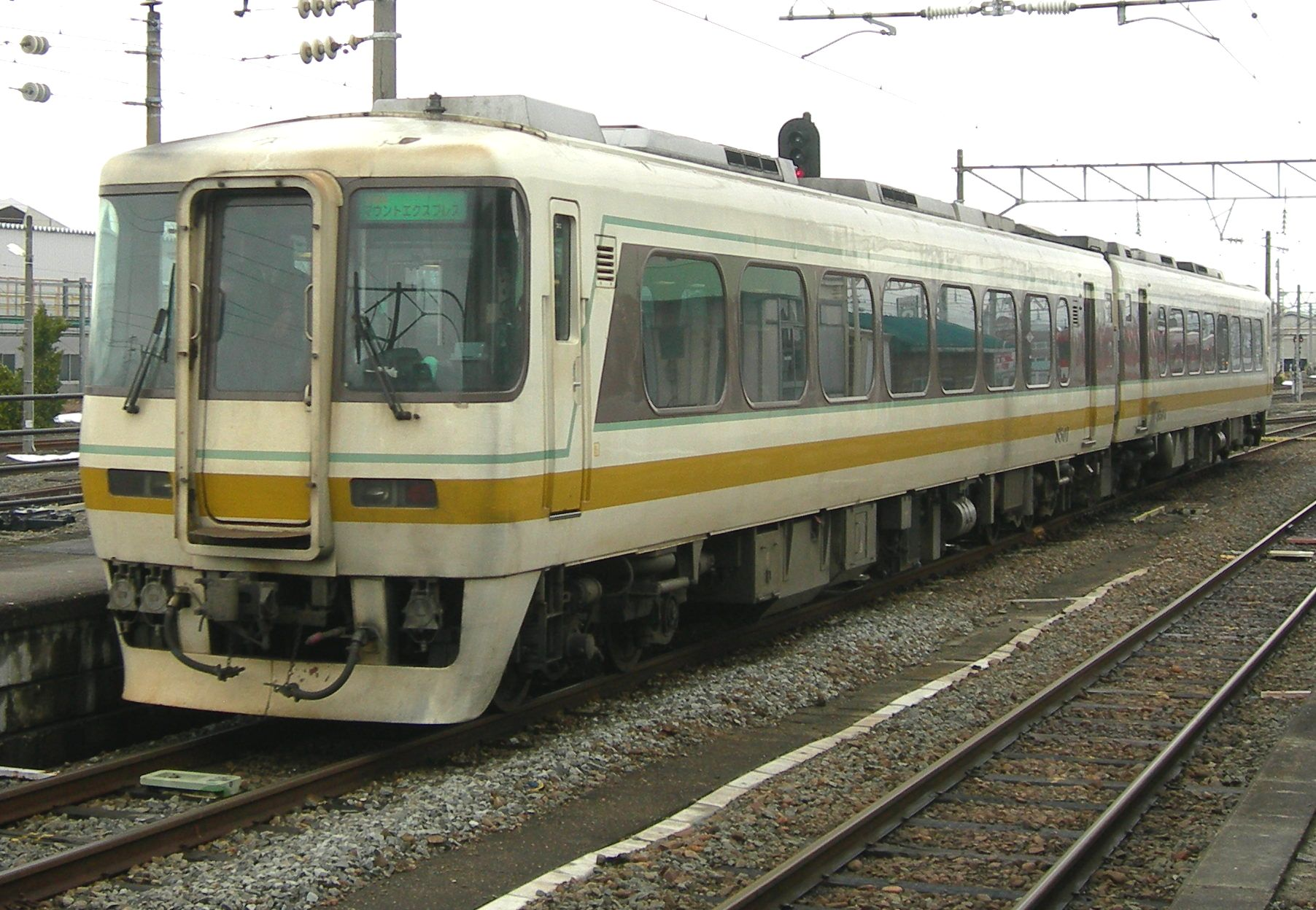
KiHa8500系

## 車內服務
- 在2010年（平成22年）5月30日起，2名服務員會在車內介紹沿線觀光景點與車內販賣（日语：車内販売）服務。
- 在2011年（平成23年）6月1日起，「AIZU山特快」上下行共4班列車（2個往返班次）提供免費Wi-Fi服務[8]。在2012年（平成24年）3月17日起，早上1班從會津高原尾瀨口出發前往會津若松的普通列車（2104D）中，會津田島至會津若松之間可使用免費Wi-Fi服務。「AIZU山特快」的1個往返班次（於東武日光到發）改為「AIZU尾瀨特快」[9]。在2013年（平成25年）3月16日起，隨著「AIZU尾瀨特快」被廢除。只剩下早上1班普通列車 (2104D) 和於東武日光到發的「AIZU山特快」之1個往返班次才設有免費Wi-Fi服務[10]。
- 2012年（平成24年）3月17日至9月16日之間，快速「AIZU山特快」前往東武日光班次的車內販賣服務中，可購買「AIZU山特快號 東武日光線直通運輸紀念乘車券」。
- 2018年3月31日起，車內不再安排服務員執勤，車內販賣服務也終止了。

## 歷史
- 2002年（平成14年）3月23日 - 開設快速「AIZU山特快」，行走於會津若松站至會津田島站之間[11][5]。車輛方面使用前特急「北阿爾卑斯」的KiHa8500系柴油列車（日语：名鉄キハ8500系気動車）。當初所有班次於會津線內均快速運輸。
- 2003年（平成15年）10月4日 - 當日起，星期六及假日班次會從會津若松站延長至喜多方站[12]。
- 2005年（平成17年）
  - 3月1日 - 實施時間表修正，行走於淺草站至會津田島站之間的東武鐵道急行列車「南會津」被廢除（改為只於東武線內行走的「湯之里」）。「AIZU山特快」開始駛入東武鬼怒川線鬼怒川溫泉站[5]。當時每日設有2個往返班次[13]。
  - 12月20日 - 開始使用AT-600形、AT-650形柴油列車（日语：会津鉄道AT-600形気動車）[13]。
- 2006年（平成18年）3月18日 - 實施時間表修正，快速「AIZU尾瀨特快」開始營運[5][13]。使每日增加至3個往返班次[14]。
- 2010年（平成22年）5月30日 - 「AIZU山特快」改用AT-700形・AT-750形行走。當時起不再使用KiHa8500系行走[7]。
- 2012年（平成24年）3月17日 - 增加1個往返班次，並且開始駛入東武日光站[2]。使每日設有4個往返班次。
- 2013年（平成25年）3月16日 - 實施時間表修正，快速「AIZU尾瀨特快」被廢除[15]。使每日減少至3個往返班次。
- 2017年（平成29年）
  - 4月21日 - 實施時間表修正，於鬼怒川溫泉到發的1個往返班次改於東武日光到發[16]。
  - 7月22日 - 東武鬼怒川線的東武世界廣場站啟用，同時「AIZU山特快」停靠該站[17]。
- 2021年（令和3年）3月13日 - 實施时刻表调整，於東武日光到發的1個往返班次改於會津田島到發，並變為普通列車。使「AIZU山特快」減少至2個往返班次。
- 2022年（令和4年）3月12日 - 實施时刻表调整，於東武日光到發的1個往返班次被取消。於磐越西線的延長運輸班次改為單向前往喜多方（而從喜多方出發的替代服務，是由原本會津若松前往會津田島的普通列車延長至從喜多方出發。並且於JR線內快速運輸）。

## 注腳

## 外部連結
- 會津鐵道 時間表 （页面存档备份，存于）（日語） - 會津鐵道官方網站